# Assedio di Novara (1495)
L'assedio di Novara fu un evento bellico che ebbe luogo nell'estate-autunno del 1495 durante la Discesa di Carlo VIII in Italia. Mentre il re di Francia si stava ritirando a nord dopo aver affrontato le ribellioni nel Regno di Napoli recentemente conquistato, suo cugino e futuro re Luigi d'Orléans aprì un secondo fronte attaccando il Ducato di Milano e occupando la città di Novara. Il tracollo nervoso del duca di Milano Ludovico il Moro, l'ambiguità degli alleati e la mancanza di denaro per le paghe dei soldati sembrarono inizialmente volgere la situazione in favore del duca d'Orléans, ma il pronto intervento della duchessa Beatrice d'Este, che persuase i capitani a passare al contrattacco, ristabilì l'ordine, cosicché l'impresa dell'Orléans si risolse in un nulla di fatto. L'assedio di Novara si protrasse per tre mesi e quattordici giorni. Decimati dalla carestia e dalle malattie i francesi persero circa 6000 soldati, prima che su ordine del re di Francia Luigi d'Orléans dovesse arrendersi e ritirarsi.

## Antefatto
Nella prima fase dell'invasione francese nel settembre 1494, Carlo VIII e suo cugino Luigi d'Orléans avevano concluso un'alleanza con Ludovico Sforza, duca di Milano, contro il loro nemico comune Alfonso II di Napoli. Alfonso rivendicava il ducato milanese, mentre Carlo la regalità napoletana, così la collaborazione tra i due sembrò opportuna. D'altra parte, i re francesi avevano anche pretese sul Ducato di Milano, che Luigi in particolare era desideroso di far rispettare non appena si fosse presentata la possibilità.
Luigi d'Orléans, non aveva seguito Carlo nella sua marcia verso Napoli, ma era rimasto nel proprio feudo d'Asti, essendosi ammalato di malaria nel settembre dell'anno precedente. Mentre l'avanzata franco-milanese verso Napoli procedeva rapidamente, compiuta il 22 febbraio 1495, la dura politica di violente rappresaglie di Carlo contro ogni resistenza provocò morte e distruzione lungo tutta la penisola, con orrore degli italiani. Ciò non solo alienò i milanesi dai francesi, ma spinse anche gli stati neutrali a un'opposizione attiva nei confronti degli invasori. Il 30 marzo 1495 gli stati italiani di Venezia, Milano, Firenze, Napoli, Genova, Mantova e lo Stato Pontificio, così come la Spagna e il Sacro Romano Impero, si strinsero in un'alleanza nota come la Lega Santa per cacciare i francesi dall'Italia.

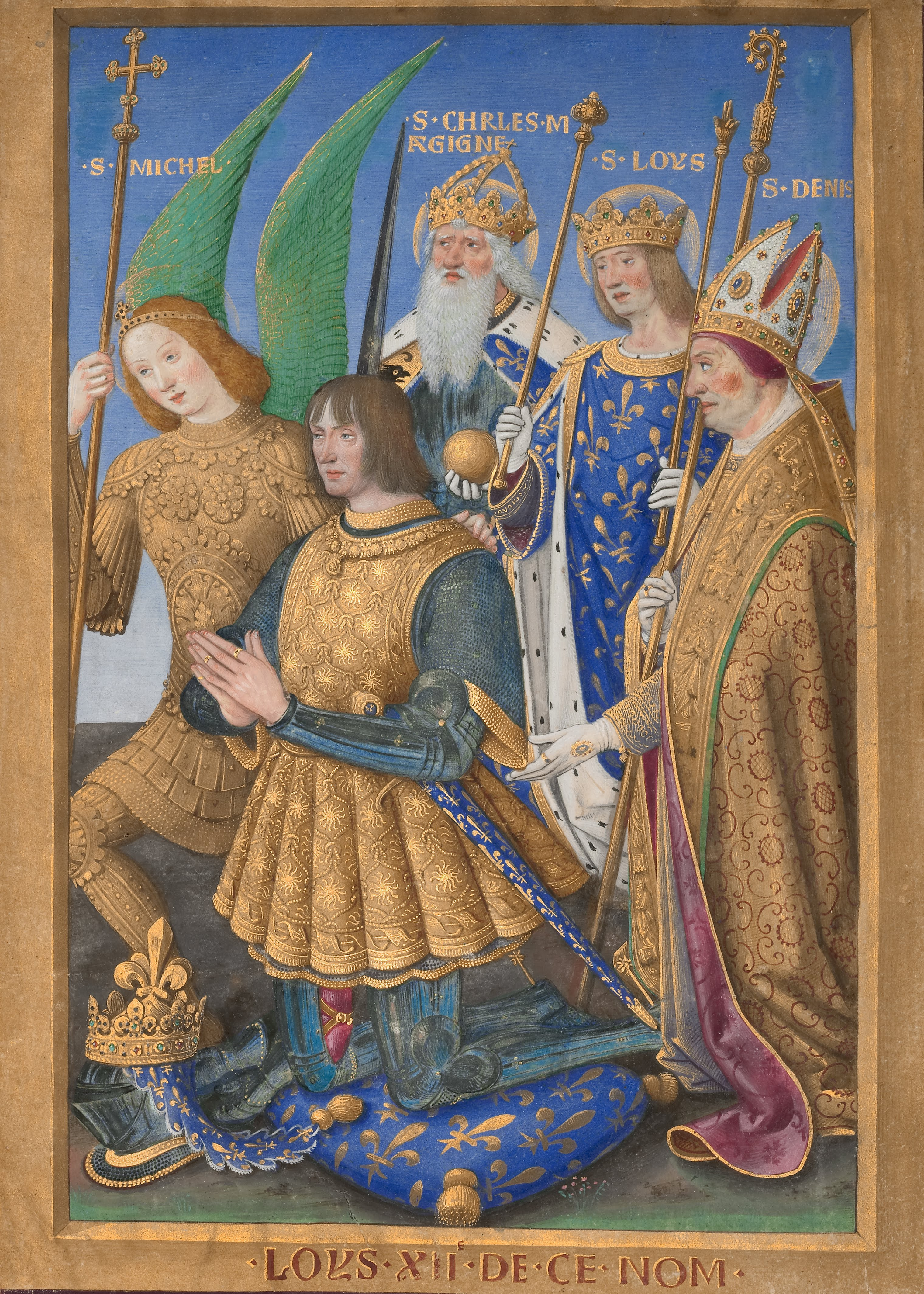
Luigi d'Orléans all'età di 36 anni (1498).

Con la defezione milanese al campo nemico, Luigi trovò l'occasione che cercava: egli minacciava adesso d'attuare il proprio disegno di conquista del ducato di Milano, che riteneva suo di diritto, essendo egli discendente di Valentina Visconti.

## Conflitto

### Occupazione di Novara
Ludovico Sforza, per rispondere alle sue palesi minacce, pensò di attaccare per primo Asti, ma la mossa sortì l'effetto contrario: Luigi d'Orléans l'anticipò sul fatto occupando con le proprie truppe, l'11 giugno, la città di Novara, che gli si diede per tradimento, e spingendosi sino a Vigevano.

Racconta Gaspare Bugati nella sua Historia Universale, che la notizia del tradimento giunse a Ludovico di notte, e che al mattino i servitori rinvennero i suoi anelli sparsi per il letto, perché "tanto smagrì d'affanno" che gli uscirono dalle dita. Egli si rifugiò con la propria famiglia nella Rocca del Castello di Milano ma, non sentendosi ugualmente al sicuro, meditò di abbandonare il ducato per rifugiarsi in Spagna. La ferma opposizione della moglie Beatrice d'Este e di alcuni membri del consiglio lo convinsero tuttavia a desistere.
(Carlo Morbio, storia di Novara dalla dominazione de' Farnesi sino all'età nostra contemporanea.)

### Presunta infermità di Ludovico
Lo stato soffriva comunque di una grave crisi finanziaria, non v'era denaro per pagare l'esercito e il popolo minacciava la rivolta. Scrive il Comines che, se il duca d'Orléans avesse avanzato solo di cento passi, l'esercito milanese avrebbe ripassato il Ticino, ed egli sarebbe riuscito ad entrare a Milano, poiché alcuni nobili cittadini si erano offerti di introdurvelo. In un simile momento di grave sconvolgimento politico e sociale, le notizie si fanno confuse e le fonti divergono: secondo il cronista veneziano Malipiero, Ludovico non resse alla tensione e cadde ammalato, forse a causa di un ictus (così secondo l'ipotesi di alcuni storici), poiché era divenuto paralitico di una mano, non usciva mai dalla camera da letto e si faceva vedere rare volte: "e s'intende, che 'l Duca Lodovigo se ha reduto in la roca del Castelo per tema della so vita, e se lassa veder e parlar rare volte; che l'è fatto paralitico d'una man, e mal condicionà della vita; che 'l dubita che 'l populo no se ghe volta contra"; e poi: "El Duca de Milan ha perso i sentimenti; se abandona sé mede[s]mo; no fa le provision a tempo". Informa anche dell'arrivo a Milano di Ascanio Sforza in soccorso del fratello.

Malipiero tuttavia è il solo (fin dal 19 giugno) a riferire di questa sua strana malattia, inoltre la cronologia è incerta, in quanto discordante da quella di Marin Sanudo, il quale non vi fa alcun accenno. L'anonimo cronista ferrarese si limita a dire che "il duca de Milano era amalato in questo tempo in Milano", cioè a luglio; ma la malattia era forse una scusa per giustificare il fatto che la moglie Beatrice d'Este avesse, come in una sorta di reggenza, preso in mano il governo dello stato e della guerra al suo posto e che, come riferisce il cronista Bernardino Zambotti, già alla fine di giugno fosse stata nominata governatrice di Milano insieme al fratello Alfonso, il quale tuttavia cadde ben presto ammalato di sifilide. Ella si assicurò l'appoggio e la fedeltà dei nobili milanesi, prese i necessari provvedimenti per la difesa e abolì alcune tasse in odio al popolo.

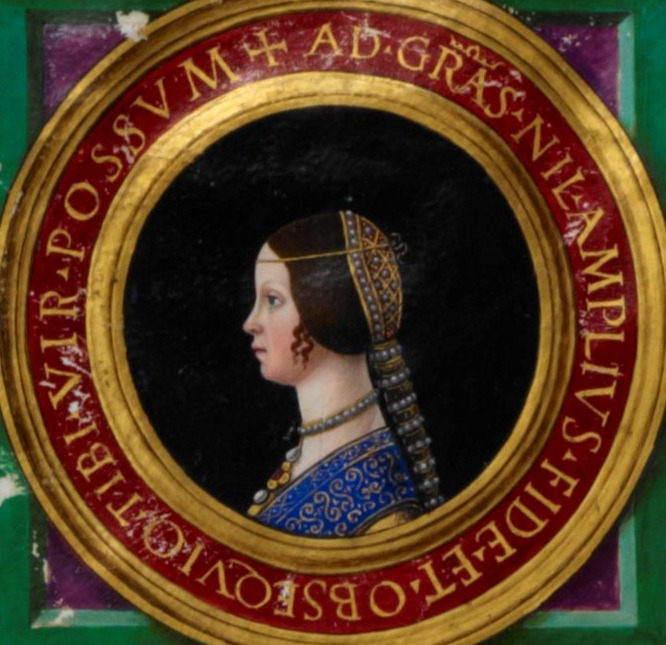
Beatrice d'Este all'età di 18 anni (1494).

Una lettera di Beatrice al padre Ercole del 17 luglio testimonia in effetti di una malattia piuttosto grave di Ludovico, che solo in quel giorno iniziava a migliorare, ma non è chiaro quando essa fosse cominciata, poiché dalle fonti milanesi, fra cui l'ambasciatore degli Este Giacomo Trotti, risulta che ancora alla fine di giugno Ludovico fosse attivo e in salute, riunisse il consiglio, visitasse gli ambasciatori veneziani e prendesse provvedimenti di natura militare e sociale, quali appunto lo sgravio delle tasse, sebbene fosse disperato, abbattuto e prendesse ogni occasione buona per ritirarsi in un angolo a piangere e a dolersi "de questa soa desgratia et adversa fortuna". Ancora il 5 luglio l'ambasciatore scrisse al duca Ercole che il Moro aveva convocato il consiglio di guerra. La strana natura della malattia è forse confermata dal fatto che Beatrice non la descriva al padre, dicendogli esplicitamente che preferisce lasciare questo compito al medico curante Ambrogio da Rosate, essendo più competente alla sua professione che non a lei. Secondo Francesco Guicciardini, l'unica malattia del Moro era la paura.
(René Maulde-La-Clavière, Histoire de Louis XII; p. 207)

### Provvedimenti di Beatrice
L'esercito sforzesco si era nel mentre spostato nei pressi di Vigevano. Capitano generale dell'esercito sforzesco era allora Galeazzo Sanseverino, mentre la Serenissima inviò in soccorso di Milano Bernardo Contarini, provveditore degli stradiotti. L'esercito della Lega, guidato da Francesco Gonzaga, non si unì se non dopo la Battaglia di Fornovo. A giugno la Signoria di Venezia  - stando a Malipiero - aveva nel frattanto scoperto come il duca di Ferrara Ercole d'Este, padre di Beatrice, assieme ai fiorentini "tien avisà el Re Carlo de Franza quotidianamente de tutto quel che se fa; sì in questa Terra come in Lombardia; et lo fa perché el Re ghe ha promesso de farghe recuperar el Polesene, se le so cose prospera" (Polesine sottrattogli dai veneziani al tempo della Guerra del Sale), rifornendo poi in segreto il duca d'Orléans a Novara. In aggiunta, il condottiero Fracasso, fratello di Galeazzo, venne accusato di doppio gioco col re di Francia. I sospetti furono avvalorati dal fatto che quest'ultimo avesse risposto con poco rispetto al marchese Francesco Gonzaga, quando questi durante un consiglio di guerra lo accusò di non collaborare nelle operazioni di guerra.

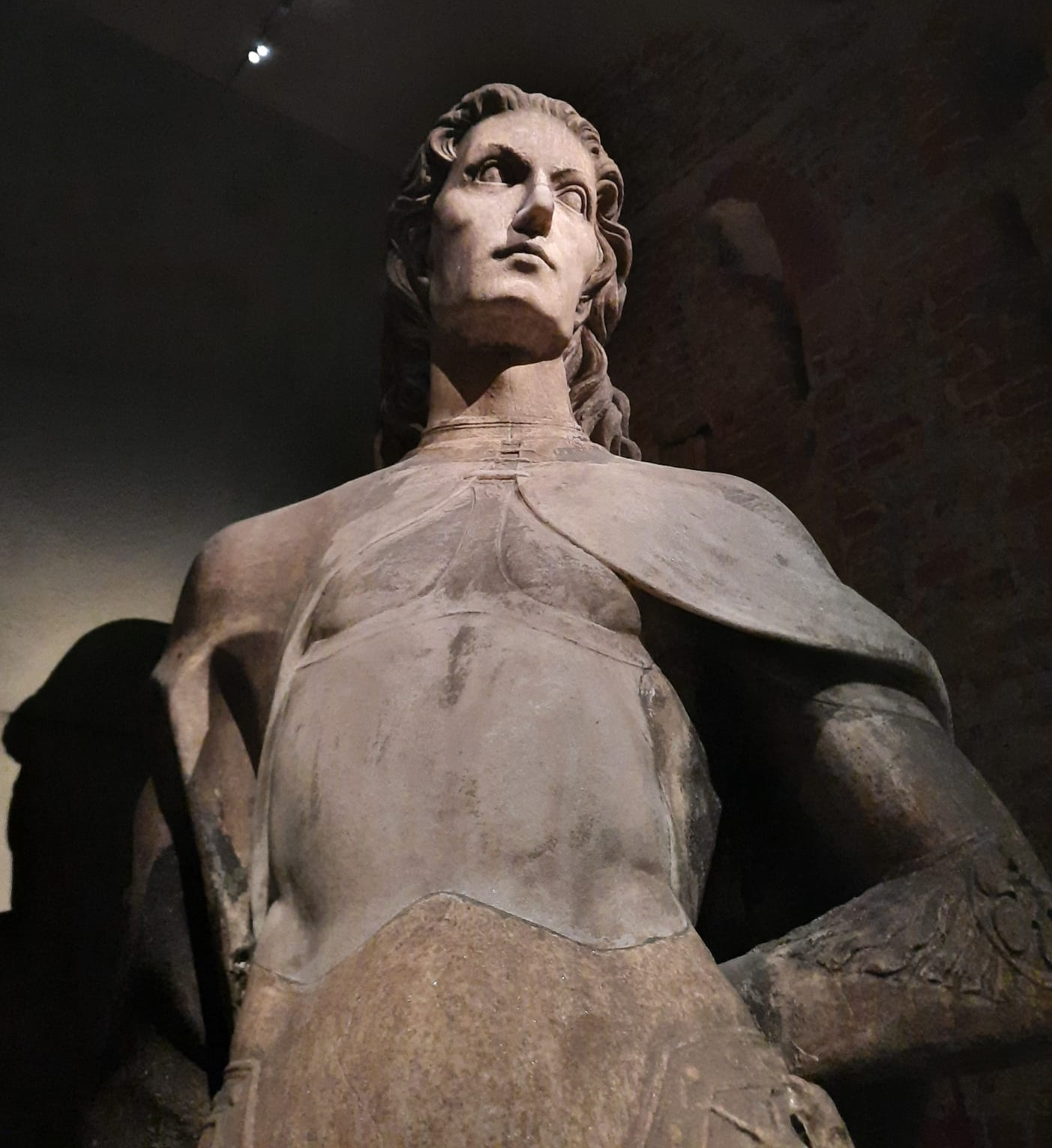
Probabile ritratto di Galeazzo Sanseverino, statua nella collezione del Grande Museo del Duomo di Milano

Beatrice fin dal maggio aveva, con suppliche e con minacce, richiesto invano aiuti economici e militari al padre Ercole il quale, per non esporsi, acconsentì a mandare soltanto il denaro, ma rifiutò d'inviare i suoi uomini d'arme. Il 14 giugno, "cum le lacrime a li occhi", ella pregò l'ambasciatore ferrarese Giacomo Trotti che scrivesse immediatamente all'Eccellenza di suo padre "pregandola, supplicandola et scongiurandola per viscera Virginis Marie, quando le preghiere de altri non valgano, che in questo turbilentissimo et dolendo affanno la voglia per Dio et per la Croce compiacere, suo marito et lei, di tuti li cavali legeri et de magiore numero che la pote". Anche quest'accorata richiesta si rivelò inutile: l'ambasciatore la ripeté ancora una volta il 19 giugno, ma sempre invano.
Non potendo contare, dunque, sull'aiuto paterno, la notte del 27 giugno Beatrice d'Este si recò da sola, senza il marito, al campo militare di Vigevano, sia per supervisionarne l'ordine sia per animare i suoi capitani a muovere contro il duca d'Orléans, che in quei giorni faceva continuamente scorrerie in quella zona. Il mattino dopo finalmente Galeazzo Sanseverino e Bernardo Contarini avanzarono contro il nemico e recuperarono le posizioni perdute nei giorni precedenti. Ciò fu possibile solo grazie alla ferocia degli stradiotti di Bernardo, che infusero un grande terrore nei nemici. L'opinione del Guicciardini è che se quest'ultimo avesse tentato subito l'assalto, avrebbe preso Milano, poiché la difesa risiedeva nel solo Galeazzo Sanseverino, ma la dimostrazione di forza voluta da Beatrice valse a confonderlo nel fargli credere le difese superiori a quel che erano, cosicché egli non osò tentare la sorte e si ritirò dentro Novara. L'esitazione gli fu fatale, poiché permise a Galeazzo di riorganizzare le truppe e di circondarlo, costringendolo così a un lungo e logorante assedio.
(Cronaca di Genova scritta in francese da Alessandro Salvago)
Elle se rendit au camp, avec les commissaires ducaux, et chercha à encourager tous ces hommes: elle pressa le capitaine d'agir et d'essayer quelque chose. Elle réussit; le 27 juin, l'armée se décida à faire un mouvement. Contarini et Galéas montèrent à cheval le 28 au matin, et sortirent de Vigevano à la tête de toutes leurs troupes, en ordre de bataille, très lentement, très prudemment. [...] La duchesse passa en revue les troupes dans la campagne, et rentra à Vigevano, laissant l'armée s'avancer sans coup férir sur la rive droite du Tésin, par la route de Trecate. [...] Les mêmes capitaines qui avaient empêché le duc d'Orléans de marcher en avant s'opposèrent nettement à ce qu'il risquat la bataille, malgré la supériorité de leurs troupes. [...] Louis d'Orléans s'inclina de nouveau... Il ramassa ses troupes, et rentra dans la ville- [...] sur la nouvelle de sa retraite, l'armée italienne s'avance et occupe, en avant de Novare, les deux positions abandonnées peu d'instants au paravant, Cerano et Trecate [...] Louis annonçait au roi sa décision de se renfermer à Novare; il ajoutait qu'il ignorait la force exacte de l'armée de Vigevano, qu'on y voyait seulement des gens bizarres, armés de lances et d'épées, avec une longue barbe et un chapeau sur la tête: en un mot, les stratiotes. [...] Les capitaines, uniquement préoccupés du salut du roi, décidèrent de rentrer à Novare, sans rien faire, parti maladroit, mal conçu, mal exécuté, que Louis d'Orléans paya cher.»
(René Maulde-La-Clavière, Histoire de Louis XII; pp. 221-223)

Il 28 giugno il campo si spostò a Cassolnovo, possesso diretto di Beatrice. La donna supervisionò l'ordine delle truppe e del campo, quindi tornò a Vigevano, dove rimase alloggiata, in modo tale da tenersi subito informata delle operazioni. Qui, a testimonianza dei primi successi, le furono portate dagli stradioti di Bernardo Contarini alcune teste mozzate di francesi, ed ella li ricompensò con un ducato per ognuna. A detta del Sanudo era però malvista da ognuno per l'odio che portavano al marito Ludovico, il quale stava al sicuro nel castello di Milano e da lì faceva i suoi provvedimenti.
(Marin Sanudo, La spedizione di Carlo VIII in Italia)

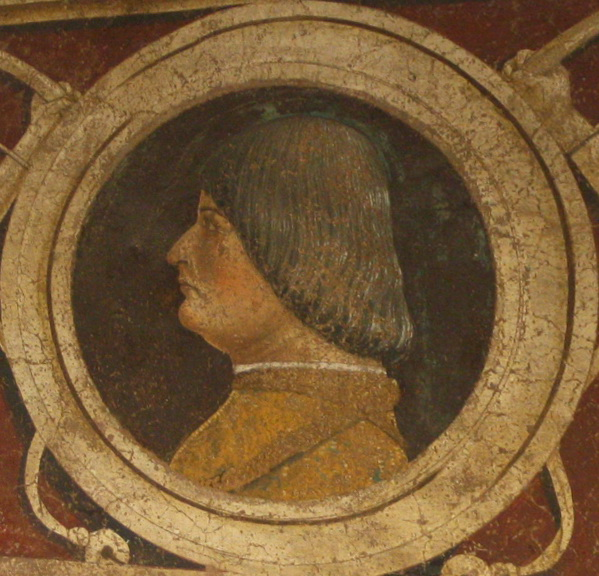
Ludovico il Moro. Tondo dal fregio rinascimentale strappato al castello visconteo di Invorio Inferiore,

## L'assedio
Francesco II Gonzaga, marchese di Mantova, che aveva svolto un ruolo importante durante la battaglia di Fornovo (che fu probabilmente esagerata in seguito), spostò le sue truppe a Casallogiano il 19 luglio 1495 e cominciò ad assediare Novara. Il 23 luglio, il governo veneziano nominò Francesco capitano generale delle loro forze e gli assegnò uno stipendio annuo di 2000 ducati, consegnandogli in seguito il testimone e lo stendardo del suo nuovo grado.

Ripresosi infine dalla presunta malattia, ai primi di agosto Ludovico si recò insieme alla moglie all'accampamento di Novara, dove risiedettero nelle successive settimane, per discutere alcune importanti questioni di guerra. Fu per loro consiglio deciso che l'esercito veneziano e quello ducale si unissero insieme. In occasione della loro visita si tenne una memorabile rivista dell'esercito al completo: Ludovico, egli stesso interamente armato, guidava ciascuna schiera al cospetto della moglie, chiedendole di volta in volta il suo parere. Da tutti fu unanimemente giudicato che dal tempo dei Greci e dei Romani non si fosse mai veduto un così bell'esercito, né in maggior numero: era infatti composto da diverse migliaia di uomini, numerosissimi cavalli e artiglierie. La sfilata fu turbata da uno sfortunato incidente: il cavallo del duca inciampò, cosa che fu giudicata di malaugurio da tutti i presenti, ma Ludovico si riprese egregiamente dicendo che ciò era tutto il male che doveva venirgli da quella guerra. Il 24 settembre scoppiò poi una violentissima rissa per cause poco chiare, in seguito alla quale Francesco Gonzaga invitò il Moro a rinchiudere la moglie «ne li forzieri».
(Marin Sanudo, La spedizione di Carlo VIII in Italia)
Poiché i tedeschi volevano fare "crudelissima vendetta" contro gli italiani e uccidevano tutti coloro che gli si avvicinavano, Ludovico, dandosi ormai per spacciato, supplicò Francesco di salvare Beatrice, temendo che fosse violentata o uccisa. Il marchese "cum animo intrepido" cavalcò fra i tedeschi e non senza grande fatica riuscì a mediare la pace. "El che quando Ludovico l'intese restò il più contento homo dil mondo, parendoli havere reaquistato il Stato et la vita, insieme cum l'honore la mogliere; de la qual sola più che de tutto il resto temeva".
I rapporti fra Beatrice e Bernardo Contarini si mantennero cordiali, nonostante fra i veneziani, il padre e il marito non corresse buon sangue, e l'opinione comune fosse - a detta di Malipiero - che la Serenissima avrebbe dovuto ordinare a Bernardo di "tagiar a pezzi el duca Lodovigho e 'l Duca Hercule de Ferrara". Secondo Pietro Bembo, Bernardo stesso si sarebbe offerto di assassinare Ludovico per porre fine alla sua doppiezza. Questo perché, nel settembre del 1495, Ludovico aveva dato ordine d'impedire alle truppe veneziane di varcare il Ticino e dunque rimpatriare nella Repubblica, lasciandole senza rifornimenti e mezzi. Il piano del Contarini non ebbe alcun'implementazione sia per la prudenza dei suoi colleghi - Melchiorre Trevisan e Luca Pisani - sia perché nell'ottobre 1495 Venezia aveva spostato nel cremasco e nel bergamasco un contingente di quasi 10 000 uomini, minacciando tra le righe Ludovico d'invasione nel caso non avesse rilasciato i suoi soldati ancora bloccati nel Ducato.

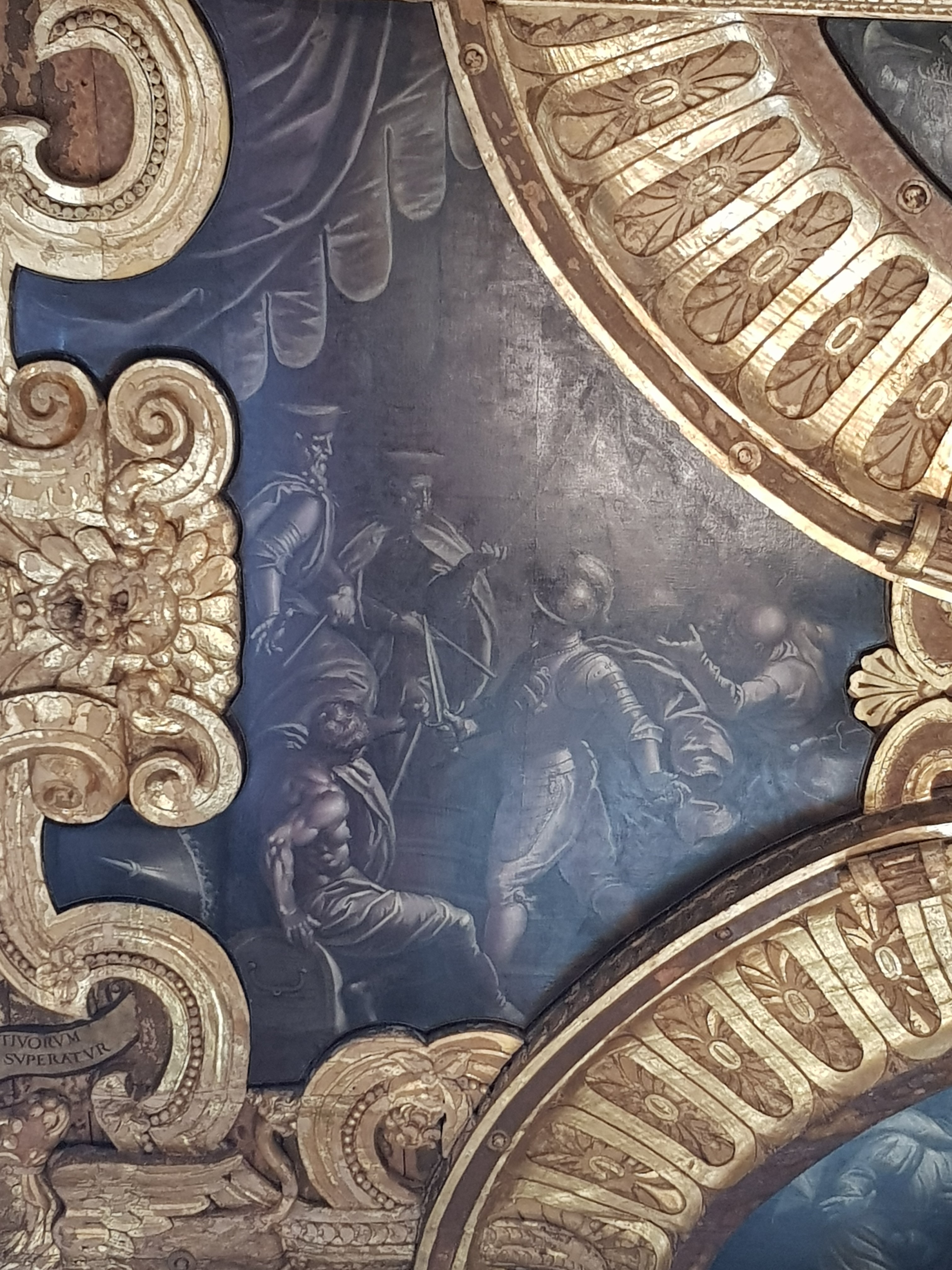
Bernardo Contarini si offre di uccidere Ludovico il Moro. Antonio Vassilacchi, detto l'Aliense, 1579 circa, Palazzo Ducale (Venezia). Bernardo è l'uomo in piedi al centro della scena, con spada snudata in mano ed elmo.

Le truppe assedianti della Lega Santa – per lo più milanesi e veneziani– mancavano di artiglieria per bombardare Novara, e Ludovico preferì anche non distruggere una delle proprie città. Secondo altre fonti, gli attaccanti impiegarono cannoni da campo contro Novara, ma dovettero usare terra, fascine, trincee e gabbioni per proteggere la loro artiglieria dai cannoni francesi che sparavano contro di loro dalla città. Invece, gli alleati tagliarono le riserve idriche di Novara deviando il fiume, bruciarono la terra intorno alla città, e la circondarono da vicino giorno e notte per rendere impossibile l'uscita o l'ingresso a Novara e il rifornimento. Poiché Luigi era fuggito all'interno della città preda al panico, non era riuscito a fornire adeguatamente il suo esercito in anticipo per essere in grado di resistere a un assedio. Il poco grano che avevano non poteva essere macinato in farina per cuocere il pane senza acqua scorrente per alimentare i mulini della città. Un convoglio di rifornimenti inviato da Carlo da Asti fu facilmente catturato dagli assedianti. Inoltre, la Lega diffuse false voci in città: che Carlo VIII fosse caduto nella battaglia di Fornovo, o che fosse troppo occupato a cercare di sedurre la principessa locale Anna Solarno per demoralizzare i soldati francesi all'interno di Novara.
La città fu afflitta da carestie ed epidemie che decimarono l'esercito francese. Un cronista francese scrisse: "Ogni giorno alcuni morivano di fame". Per risparmiare il maggior numero possibile di rifornimenti per i suoi soldati, Luigi decise di impadronirsi di tutto il cibo dei civili e di "scacciare tutti quelli della popolazione che erano poveri e inutili ['paupertatem omnem ac inutilem plebem exclusit']. Molti soffrivano di febbre e diarrea a causa della scarsa qualità del cibo e del consumo di acqua".  Secondo l'ambasciatore mantovano a Milano, i civili cacciati da Novara, per lo più donne e bambini, furono derubati dagli stradiotti e finirono a chiedere l'elemosina presso il campo ducale, ottenendone in effetti l'aiuto per sopravvivere.
(Franca Leverotti, Carteggio degli oratori mantovani alla corte sforzesca (1450-1500): 1495-1498, p. 130.)
Il duca d'Orléans, anch'egli malato di febbre malarica, esortava i suoi uomini a resistere con la falsa promessa che l'aiuto del re sarebbe presto arrivato. Tuttavia, i 20 000 mercenari svizzeri che Carlo aveva assunto come rinforzi non sarebbero arrivati fino a quando Luigi non fosse stato costretto ad evacuare la città e restituirla ai milanesi.

### Negoziazioni di pace
Le condizioni critiche dei militari francesi all'interno della città li costrinsero a proporre una tregua ai milanesi il 21 settembre. Carlo invitò Francesco a fargli visita a Vercelli per negoziare un armistizio; Francesco chiese e ottenne il permesso dalle autorità veneziane di iniziare colloqui a loro nome, ma le loro istruzioni erano ambigue. Luigi fu infine costretto a cedere la città il 24 settembre 1495 per volere di re Carlo, che stava tornando in Francia, e l'impresa si risolse in un nulla.
(Francesco Giarelli, Storia di Piacenza dalle origini ai nostri giorni)
Circa 6000 soldati francesi, fra cui la maggior parte mercenari alemanni, avevano ceduto alla malattia o alla fame quando Novara fu liberata, e la vista dei sopravvissuti sconvolse un ambasciatore francese: "... così magri che sembravano più morti che persone viventi; e in verità, credo che mai gli uomini abbiano sopportato più miseria". Altre centinaia morirono subito dopo aver evacuato Novara, per aver mangiato troppi frutti dopo il prolungato digiuno o rimanendo sul ciglio delle strade mentre Luigi ritirava le sue forze sconfitte. Luigi era tuttavia ardente dal desiderio di vendetta e, con orrore di un diplomatico francese, esortò Carlo a fermare i negoziati, continuare a combattere e attaccare Milano non appena i rinforzi svizzeri fossero arrivati. Tuttavia, i negoziati di pace tra il capitano generale Francesco e il re Carlo sembrano essere stati molto amichevoli, scambiandosi pubblicamente complimenti, con Carlo che diede in dono a Francesco due bellissimi cavalli il 6 ottobre, e a cui Francesco regalò in cambio due bellissimi cavalli pochi giorni dopo.
Il 9 ottobre 1495, Carlo VIII e Ludovico Sforza conclusero la Pace di Vercelli tra Francia e Milano. I veneziani e gli spagnoli affermarono di non essere stati adeguatamente consultati e si opposero fortemente alle presunte azioni diplomatiche unilaterali di Sforza e Francesco II Gonzaga, marchese di Mantova. I veneziani si opposero in particolare ai seguenti accordi:
1. Ludovico Sforza aveva permesso ai francesi di utilizzare il porto di Genova per rifornire le loro guarnigioni a Napoli.
2. Francesco Gonzaga aveva acconsentito ad uno scambio di prigionieri tra Mathieu, Bastardo di Borbone (catturato a Fornovo, morto il 19 agosto 1505) e Fregosino Fregoso (un genovese che aveva combattuto per la Lega).

Di conseguenza, l'alleanza veneto-milanese si deteriorò rapidamente.